# Mimberg

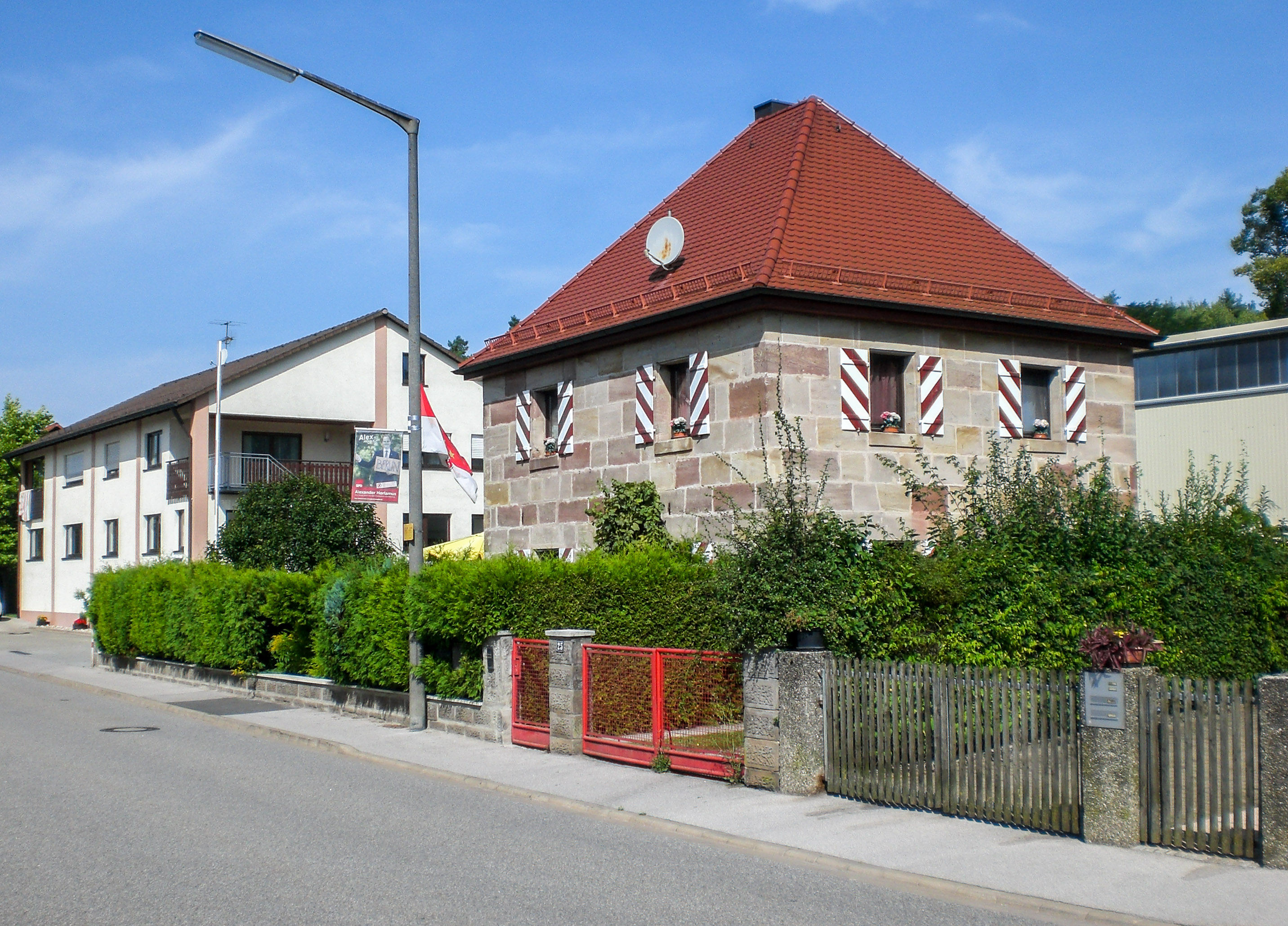
Ortsbild

Mimberg ist ein Gemeindeteil der Gemeinde Burgthann im Landkreis Nürnberger Land (Mittelfranken, Bayern). Mimberg liegt in der Gemarkung Burgthann.

## Geografische Lage
Das Dorf liegt am Mühlbach, einem linken Zufluss der Schwarzach. Die Kreisstraße LAU 34 durchquert den Ort und führt zur Bundesstraße 8 (1,2 km westlich) bzw. nach Burgthann (2,5 km östlich).

## Geschichte

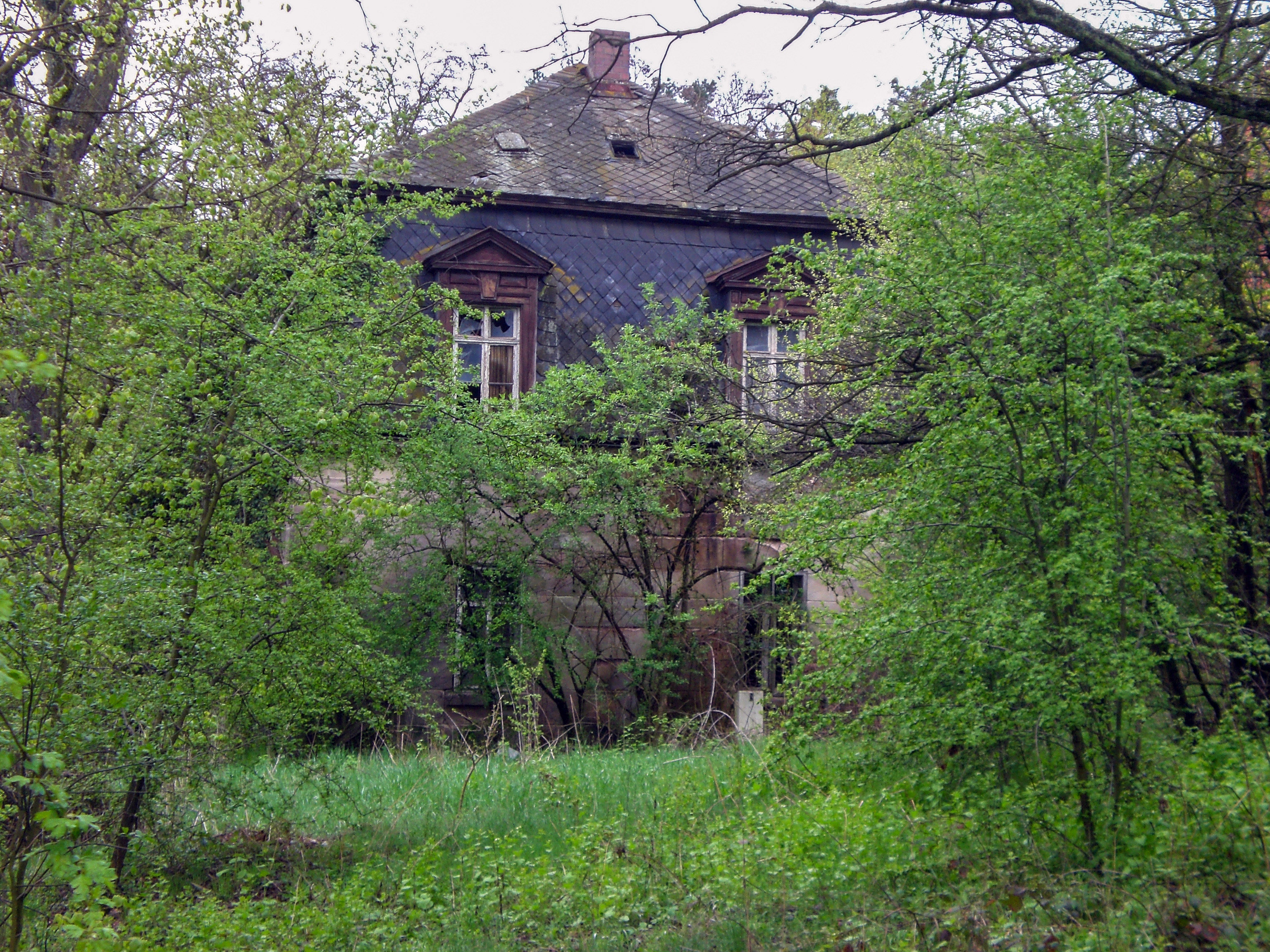
Reste der ehemaligen Ziegelei

Die erste urkundliche Erwähnung datiert von 1343 und berichtet von einem „Gehöft am Berg des Munno“. In dem etwas abseits gelegenen Ort wurde jahrhundertelang hauptsächlich Landwirtschaft und Zeidlerei betrieben. Die schweren Böden lieferten gute Erträge.
Mit dem Gemeindeedikt (frühes 19. Jahrhundert) wurden Ober- und  Untermimberg dem Steuerdistrikt Burgthann und der Ruralgemeinde Burgthann zugewiesen.
Von 1850 bis 1971 war eine große Ziegelei ansässig. Den Zweiten Weltkrieg überstand der Ort ohne direkte Schäden.

## Einwohnerentwicklung
| Jahr          | 1987 | 2013 | 2017 | 2022 |
| Einwohnerzahl | 1464 | 1568 | 1567 | 1587 |

## Verkehr
In Mimberg befindet sich eine S-Bahn-Station der Linie S1 Bamberg Hbf – Neumarkt (Oberpfalz). 
Neben der S-Bahn ist Mimberg durch die örtliche Buslinie 555 an die Gemeinde Burgthann angebunden. 